# طقسوس برقوقي هيناني
طقسوس برقوقي هيناني (الاسم العلمي:Cephalotaxus hainanensis) هو نوع من النباتات يتبع جنس الطقسوس البرقوقي من الفصيلة الطقسوسية. سمي هذا النوع نسبةً إلى مقاطعة هينان في الصين. تم وصف هذا النوع من النبات علمياً لأول مرة من قبل هوي لين لي (H.L.Li) سنة 1954.